# Naturbahnrodel-Weltmeisterschaft 1998
Die 11. FIL-Naturbahnrodel-Weltmeisterschaft fand vom 31. Januar bis 2. Februar 1998 in Rautavaara in Finnland statt.

## Einsitzer Herren
| Platz | Name                   | Zeit |
| ----- | ---------------------- | ---- |
| 01    | Reinhard Gruber        | ?    |
| 02    | Martin Gruber          | ?    |
|       | Anton Blasbichler      | ?    |
| 04    | Gerhard Pilz           | ?    |
| 05    | Martin Psenner         | ?    |
| 06    | Manfred Gräber         | ?    |
| 07    | Robert Tomelitsch      | ?    |
| 08    | Georg Eberharter       | ?    |
| 09    | Knut Solheim           | ?    |
| 10    | Gerald Kallan          | ?    |
| 11    | Roland Ploner          | ?    |
| 12    | Tomi Ahonen            | ?    |
| 13    | Helmut Ruetz           | ?    |
| 14    | Grega Spendov          | ?    |
| 15    | Ferdinand Hirzegger    | ?    |
| 16    | Gerhard Mühlbacher     | ?    |
| 17    | Michael Kolesow        | ?    |
| 18    | Mika Ahonen            | ?    |
| 19    | Wjatscheslaw Bywaltsew | ?    |
| 20    | Roman Molwistow        | ?    |
| 21    | Norbert Parusel        | ?    |
| 22    | Pjotr Milewitsch       | ?    |
| 23    | Marcus Grausam         | ?    |
| 24    | Kristian Roel          | ?    |
| 25    | Jesse Renfors          | ?    |
| 26    | Jarmo Korhonen         | ?    |
| 27    | Sergei Petrow          | ?    |
|       | Hannu Heikkilä         | ?    |
| 29    | Peter Stiepan          | ?    |
| 30    | Kimmo Pilli            | ?    |
| 31    | Luis Reichl            | ?    |
| 32    | Toni Hannula           | ?    |
| 33    | Carl Keith Smith       | ?    |
| 34    | Eddy Dunlop            | ?    |
| 35    | Boris Yvai             | ?    |
| --    | Wilfried Charvat       | DNS  |

Der amtierende Europameister Reinhard Gruber aus Italien gewann die Weltmeisterschaft im Einsitzer der Herren. Ex-aequo auf Platz zwei kamen Martin Gruber und Anton Blasbichler, beide ebenfalls aus Italien. Damit gingen zum zweiten Mal bei einer Weltmeisterschaft alle Medaillen im Herren-Einsitzer nach Italien. Der Titelverteidiger Gerhard Pilz aus Österreich, der die letzten fünf Weltmeisterschaften gewonnen hatte, kam auf Platz vier.

## Einsitzer Damen
| Platz | Name                   | Zeit |
| ----- | ---------------------- | ---- |
| 01    | Ljubow Panjutina       | ?    |
| 02    | Christa Gietl          | ?    |
| 03    | Sonja Steinacher       | ?    |
| 04    | Sandra Mariner         | ?    |
| 05    | Elvira Holzknecht      | ?    |
| 06    | Sonja Dobson           | ?    |
| 07    | Nicole Grüner          | ?    |
| 08    | Polina Danilewskaja    | ?    |
| 09    | Tiina El-Nemr          | ?    |
| 10    | Jekaterina Lawrentjewa | ?    |
| 11    | Erna Schweigl          | ?    |
| 12    | Simona Martin          | ?    |
| 13    | Anna Kotowa            | ?    |
| 14    | Manuela Zanona         | ?    |
| 15    | Lorraine Thirsk        | ?    |
| 16    | Jenny Hultmann         | ?    |
| 17    | Susanne Zesiger        | ?    |

Die Russin Ljubow Panjutina wurde zum zweiten Mal nach 1992 Weltmeisterin im Einsitzer der Damen. Auf Platz zwei kam die Italienerin Christa Gietl, die ihre erste Medaille bei Titelkämpfen und ihre einzige bei Weltmeisterschaften gewann. Platz drei ging an ihre Landsfrau Sonja Steinacher, die im Vorjahr bei der Europameisterschaft ebenfalls Dritte geworden war.

## Doppelsitzer
| Platz | Name                                      | Zeit |
| ----- | ----------------------------------------- | ---- |
| 01    | Andi Ruetz – Helmut Ruetz                 | ?    |
| 02    | Manfred Gräber – Hubert Burger            | ?    |
| 03    | Reinhard Beer – Herbert Kögl              | ?    |
| 04    | Harald Kleinhofer – Gerhard Mühlbacher    | ?    |
| 05    | Martin Psenner – Christian Hafner         | ?    |
| 06    | Armin Mair – David Mair                   | ?    |
| 07    | Martin Schneebauer – Peter Lechner        | ?    |
| 08    | Pjotr Milewitsch – Wjatscheslaw Bywaltsew | ?    |
| 09    | Sergei Petrow – Roman Molwistow           | ?    |
| 10    | Jewgeni Jakuschin – Sergei Kwasnikow      | ?    |
| 11    | Timo Heikkilä – Mikko Uotila              | ?    |

Die Österreicher Andi und Helmut Ruetz, die zuvor schon zweimal Europameister waren, gewannen ihren ersten und einzigen Weltmeistertitel im Doppelsitzer. Bei der letzten WM hatten sie bereits Platz zwei erreicht. Die Silbermedaille gewannen die Italiener Manfred Gräber und Hubert Burger. Gräber wurde mit Günther Steinhauser bereits 1994 Weltmeister, Burger hatte im selben Jahr mit Roland Niedermair Bronze gewonnen. Der dritte Platz ging an die Titelverteidiger Reinhard Beer und Herbert Kögl aus Österreich.

## Medaillenspiegel
| Platz | Land       | Gold | Silber | Bronze | Gesamt |
| ----- | ---------- | ---- | ------ | ------ | ------ |
| 1.    | Italien    | 1    | 3      | 2      | 6      |
| 2.    | Österreich | 1    | —      | 1      | 2      |
| 3.    | Russland   | 1    | —      | —      | 1      |